# Grevinghof

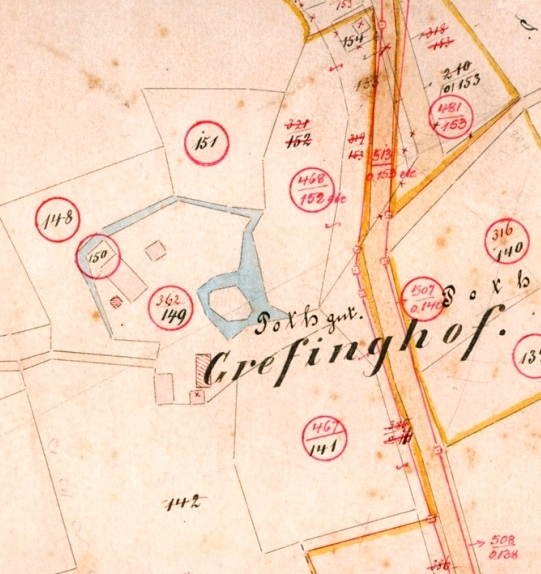
Der Grevinghof auf der Urkarte von 1828

Der Grevinghof ist ein historischer Bauernhof in Westerbönen in Nordrhein-Westfalen. Er war ein märkisches Lehen, das 1392/93 im ältesten Lehnbuch der Grafen von der Mark erwähnt wird und damals an Wennemar von Bögge verlehnt war.

## Geschichte

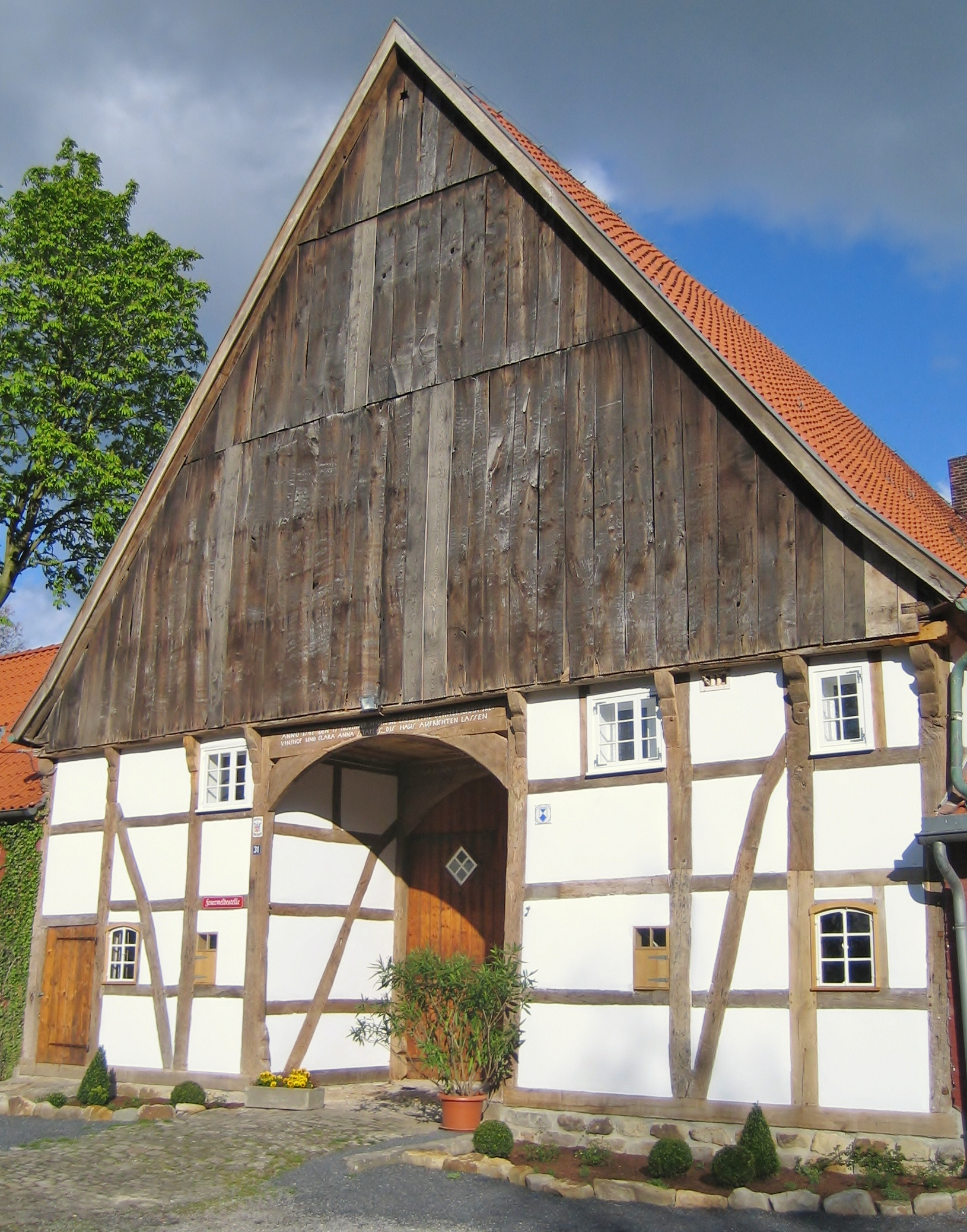
Grevinghof, Haupthaus von 1742

Im Kommentar zu dem Lehnbuch wird die Besitzgeschichte des Hofes ab dem 15. Jahrhundert angegeben, außerdem eine Kurzbeschreibung: „Grevinghof zu Westerbönen, ehemals mit Wassergraben befestigt, 1486 den höchsten Betrag von 6 Gulden steuernd (Schatzbuch, S. 36), hatte 1683 nur eine wüste Hausstätte, 1713 kein Gebäude mehr, Ende des 18. Jhs. wieder bewohnt.“ Dass die Hausstätte 1683 wüst gelegen hat, dürfte zutreffend sein, da in diesem Zeitraum kriegerische Auseinandersetzungen zwischen dem Großen Kurfürsten Friedrich Wilhelm von Brandenburg und dem französischen König Ludwig XIV. stattfanden, die sich in diesem Gebiet abspielten. Hier brandschatzten besonders die Truppen des Fürstbischofs von Münster, der mit dem Sonnenkönig verbündet war. Dabei mag auch der Grevinghof verwüstet worden sein. Allerdings trifft die Angabe nicht zu, dass der Grevinghof erst Ende des 18. Jahrhunderts wieder bewohnt gewesen sei. Denn im Kataster der preußischen Regierung aus dem Jahr 1705 werden die Steuerlasten für den Grevinghof aufgelistet. Auch das heute noch stehende Haupthaus wurde lt. Inschrift auf dem Wulfbalken bereits 1742 von Othmer Johan Grevinghof und seiner Frau Clara Anna, geb. Stapel, errichtet.

## Etymologie
Der Name Grevinghof leitet sich von Greve (Vorsteher eines ländlichen Bezirks mit richterlichen Funktionen) und inge (Nachkommen) ab. Die Grevinge besaßen also diesen Hof als Stammsitz. Das Amt des Greven war wahrscheinlich über mehrere Generationen mit dem Hof verbunden, sonst wäre nicht die Bezeichnung Greve auf das Besitztum übertragen worden.

## Lage
Nach der Urkarte von 1828 stellt sich der Grevinghof als eine teils von einem Bach durchflossene Gräftenanlage dar, in der zusätzlich eine Insel noch einmal durch eine eigene Gräfte umgeben war. Auf dieser Insel stand ein im 15. Jahrhundert errichteter gezimmerter Bergfried. Der Verlauf der Gräfte kann im Gelände heute noch nachvollzogen werden. Die gesamte Hoflage ist als Bodendenkmal geschützt, da hier ein weitgehend unüberbauter Lehenhof des Spätmittelalters überliefert ist.

## Bestand
Kern der Hofanlage ist das Niederdeutsche Hallenhaus, das als Wohn-Wirtschaftsgebäude in Vierständerbauweise dreifach verriegelt, mit Fußstreben gesichert und zudem mit einem Vorschauer versehen, 1742 errichtet worden ist. Ende des 19. Jahrhunderts reichte der Wirtschaftsteil nicht mehr aus, so dass an das östliche und westliche Seitenschiff Ställe, teils in Backstein, teils in Fachwerk errichtet, angebaut wurden. Östlich gegenüber dem Wohnteil steht ein Fachwerkspeicher aus dem Anfang des 19. Jahrhunderts, der ehemals als Backhaus genutzt wurde. Um 1914 wurde dann noch eine großräumige Scheune errichtet, die eine ältere ersetzte. Die Anbauten sind so angeordnet, dass eine eindrucksvolle u-förmige Anlage entstanden ist. Diese ist als Zeugin des landwirtschaftlichen Wandels von der vor- zur industriellen Epoche als Baudenkmal geschützt.